# Breuil-Bois-Robert
Breuil-Bois-Robert là một xã của Pháp, nằm ở tỉnh Yvelines trong vùng Île-de-France.
Người dân ở đây trong tiếng Pháp gọi là Breuillois.
Các xã giáp ranh gồm: Vert và Auffreville-Brasseuil về phía tây, Mantes-la-Ville về phía bắc, Guerville về phía đông và Villette và Arnouville-lès-Mantes về phía nam.

## Biến động dân số
| 1793 | 1800 | 1806 | 1821 | 1831 | 1836 | 1841 | 1846 | 1851 |
| ---- | ---- | ---- | ---- | ---- | ---- | ---- | ---- | ---- |
| 260  | 254  | 248  | 234  | 231  | 219  | 216  | 200  | 226  |

| 1856 | 1861 | 1866 | 1872 | 1876 | 1881 | 1886 | 1891 | 1896 |
| ---- | ---- | ---- | ---- | ---- | ---- | ---- | ---- | ---- |
| 223  | 225  | 355  | 302  | 304  | 271  | 277  | 277  | 270  |

| 1901 | 1906 | 1911 | 1921 | 1926 | 1931 | 1936 | 1946 | 1954 |
| ---- | ---- | ---- | ---- | ---- | ---- | ---- | ---- | ---- |
| 253  | 248  | 215  | 188  | 207  | 205  | 224  | 234  | 245  |

| 1962                                         | 1968 | 1975 | 1982 | 1990 | 1999 | - | - | - |
| -------------------------------------------- | ---- | ---- | ---- | ---- | ---- | - | - | - |
| 315                                          | 340  | 384  | 497  | 570  | 663  | - | - | - |
| Số liệu kể từ 1962 : dân số không tính trùng |      |      |      |      |      |   |   |   |

## Administration
| Danh sách các thị trưởng               |           |               |      |         |
| Giai đoạn                              | Giai đoạn | Tên           | Đảng | Tư cách |
| 2001                                   | 2008      | Daniel Darret |      |         |
| 2008                                   | 2014      | Claude Lecoz  |      |         |
| Tất cả các dữ liệu trước đây không rõ. |           |               |      |         |